# Wylesianie

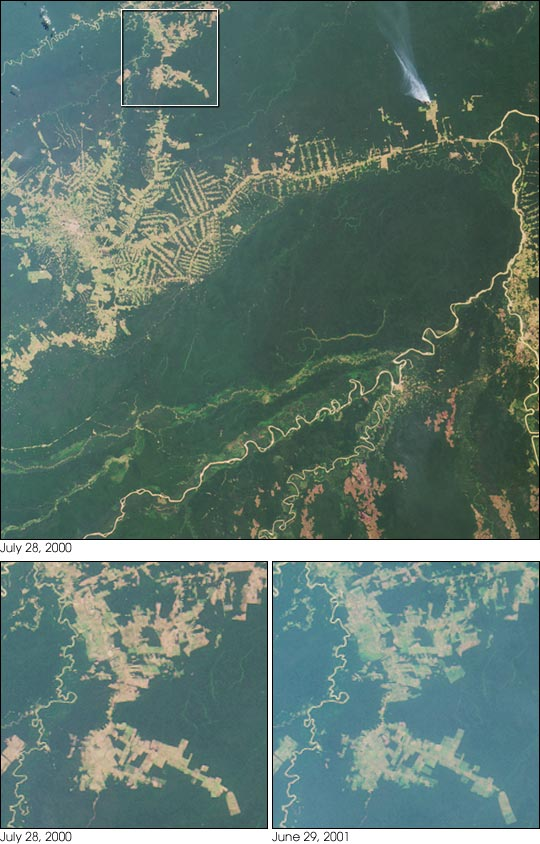
Wylesianie strefy Rio Branco w Brazylii, widziane z satelity.

Wylesianie, deforestacja, wycięcie – proces zmniejszania udziału terenów leśnych w ogólnej powierzchni danego obszaru, zazwyczaj wskutek antropopresji (np. nadmierne wykorzystanie gospodarcze lasów, zanieczyszczenie środowiska itp.).
Może prowadzić do powodzi, susz, osunięć ziemi i lawin błotnych.

## Przyczyny wylesiania
1. pozyskiwanie gruntów do uprawy roli i hodowli (np. w Brazylii, gdzie wielkie obszary leśne przekształcono w pastwiska, także w Azji i Afryce);
2. pozyskiwanie drewna jako surowca dla przemysłu i budownictwa;
3. pozyskiwanie drewna na opał (głównie w rozwijających się krajach Afryki i Azji);
4. naturalne bądź sztucznie wywołane wymarcie danego gatunku drzewa.
5. pożary lasów spowodowane ocieplaniem się klimatu przez działalność człowieka.

## Skutki wylesiania
1. niszczenie naturalnych siedlisk wielu ssaków i ptaków, co prowadzi do zmniejszania ich populacji i wymierania wielu gatunków[1];
2. utrata środków utrzymania przez miliony ludzi, dla których las jest środowiskiem życia (np. Pigmeje w Afryce), co prowadzi do zatracania ich tożsamości kulturowej i ich wymieranie;
3. obniżenie poziomu wód gruntowych, co prowadzi do wysuszania gruntów i ich pustynnienia, a także wysychania ujęć wody oraz obniżenie wydajności rolnictwa;
4. zakłócenie obiegu wody w środowisku, co może prowadzić do powodzi, susz, osunięć ziemi i lawin błotnych;
5. postępująca utrata materii organicznej z odsłoniętych gleb;
6. przyspieszony proces erozji gleb;
7. zmniejszona ilość tlenu w atmosferze, a zwiększona ilość dwutlenku węgla (lasy nazywane są „płucami Ziemi”), co prowadzi do zmian klimatu;
8. do wód na terenach wylesionych trafia mniej materii organicznej, co zaburza sieć troficzną, skutkując m.in. mniejszą biomasą ryb[2][3].

## Znaczenie dla klimatu
Wylesianie w sposób negatywny przyczynia się do zmian klimatu. Drzewa są naturalnymi magazynami węgla, wpływającymi na utrzymanie cyklu węglowego w równowadze. Poprzez wylesianie w bardzo krótkim czasie usuwana jest biomasa roślinna, która traci możliwość magazynowania węgla. Gdy na terenie, z którego został usunięty las tropikalny, sadzi się nowe uprawy, pobierają one stopniowo dwutlenek węgla z atmosfery. Jednak w porównaniu z lasem pierwotnym jest to ekosystem bardzo ubogi (mniej gatunków i pięter roślinności oznacza mniejsze możliwości pobierania i składowania węgla), więc pochłanianie przez niego CO2 z atmosfery nawet przez stulecia nie rekompensuje utraty węgla towarzyszącej usunięciu naturalnego ekosystemu. Szczegółowe analizy bilansu węglowego pokazują, że zamiana lasów tropikalnych w uprawy roślin na biopaliwa, mające w założeniu redukować emisje CO2, zupełnie nie spełnia tej funkcji.
Wylesianie uniemożliwia przechwytywanie wód deszczowych przez drzewa, a więc ochronę przed podtopieniami, oczyszczanie powietrza, redukcję CO2 oraz schładzanie okolicznych budynków, które pozwala oszczędzić energię w czasie upałów na klimatyzację, co ma duże znaczenie w miastach.

## Wyspa Wielkanocna

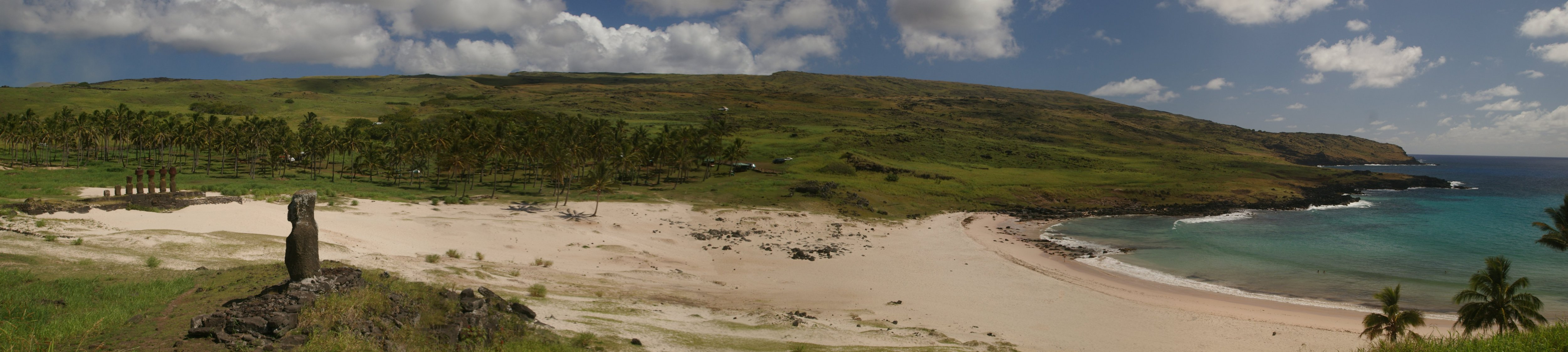
Szczur polinezyjski przypuszczalnie przyczynił się do wylesienia Wyspy Wielkanocnej

Znane są przypadki, że las wyginie w sposób naturalny lub za pośrednictwem innego czynnika bądź naturalnego, bądź sztucznie wprowadzonego. Zasugerowano, że szczur polinezyjski (Rattus exulans) zawleczony na Wyspę Wielkanocną, mógł odegrać rolę w całkowitym wylesieniu tej wyspy poprzez zjadanie orzechów tamtejszych palm Paschalococos disperta, co sprawiło, że las nie mógł się odradzać. Szacuje się, że liczba szczurów na wyspie mogła wynosić nawet 3,1 mln osobników.